# 宁陵县站
宁陵县站（原站名为柳河镇站），是一个陇海铁路上的铁路车站，位于中华人民共和国河南省宁陵县柳河镇，建于1915年，目前为三等站，由中国铁路郑州局集团商丘车站管辖，目前客运：办理旅客乘降；行李、包裹托运；货运：办理整车、零担货物发到。

## 車站周邊
- 农村信用合作社柳河分社
- 柳河马平购物广场
- 农村信用合作社道北储蓄所
- 柳河镇政府
- 宁陵县陇海小学
- 柳河镇中
- 柳河镇高中

## 外部連結
- 中国铁路客户服务中心（页面存档备份，存于）